# Geleitzug SC 122
Der Geleitzug SC 122 war ein alliierter Konvoi im Zweiten Weltkrieg, der im März 1943 den Atlantik in östlicher Richtung überquerte. Ziele waren Liverpool sowie andere britische Häfen. Der Geleitzug war der 122. der fortlaufend nummerierten SC-Geleitzüge, die aus langsameren Frachtschiffen mit einer Durchschnittsgeschwindigkeit von 7 kn gebildet wurden. Während seiner Atlantiküberquerung war er Ziel deutscher U-Boote, die in Rudeltaktik (engl.: Wolfpack) angriffen und im Verlauf des drei Tage dauernden Angriffs ohne eigene Verluste eine Anzahl Frachtschiffe versenken konnten.
Die Kämpfe um den Geleitzug SC 122 galten zusammen mit den Kämpfen um den kurze Zeit später ebenfalls aus New York entsandten Konvoi HX 229, der sich als schneller Konvoi auf Parallelkurs im gleichen Seegebiet bewegte und SC 122 schließlich auch einholte, als die „größte und für die deutsche Seite erfolgreichste Geleitzugschlacht“.

## Von der Zusammenstellung bis Neufundland
Der Konvoi wurde Anfang März 1943 im Hafen von New York aus zunächst 50 Frachtschiffen zusammengestellt. Trotz dieses Zusammenstellungsortes behielt man, wie auch bei den anderen SC-Geleitzügen, die Namensgebung nach dem ursprünglichen Auslaufhafen, dem kanadischen Sydney (Nova Scotia), bei. Zielhafen der meisten Schiffe war Liverpool, einige Schiffe sollten aber auch nach Island laufen. Verantwortlich für das Zusammenstellen des Geleitzugs war „Convoy and Routing“, die Operationsabteilung für die ostwärts in See gehenden Atlantikkonvois in Washington, D.C. Das Kommando über den Konvoi übernahm Kapitän S. N. White (Royal Naval Reserve) auf dem Frachter Glenapp als Konvoikommodore. Der Konvoi verließ New York am 5. März und sollte von den vier Geleitschiffen der „Western Local Escort Force“ zum „WOMP“ (Western Ocean Meeting Point) nach Neufundland geleitet werden. Die Geleitschiffe waren die Korvetten der kanadischen Marine The Pas, Rimouski, New Westminster und Blairmore. Kommandant der Begleitschiffe war der Korvettenkapitän E. G. Old (Royal Canadian Navy) auf The Pas.
Am Nachmittag des 5. März hatte sich der Konvoi in elf Kolonnen geordnet. Die Durchschnittsgeschwindigkeit betrug knapp 7 kn. Am 7. März kam ein Sturm auf, der die Kolonnen weit auseinander zog. Insgesamt elf Schiffe verloren den Kontakt zum Konvoi, unter anderem der Frachter Clarissa Radcliffe, der daraufhin seine Fahrt nach Osten als Einzelfahrer fortsetzte. Lediglich zwei Frachter konnten später wieder zu dem Konvoi aufschließen. Am 9. März erreichte der Konvoi den „HOMP“ (Halifax Ocean Meeting Point). An diesem Punkt, der für jeden Geleitzug wechselnd befohlen wurde, wurden bei Tageslicht Änderungen in der Zusammenstellung des Geleitzuges vorgenommen. Im Fall von SC 122 stießen aus Halifax 13 Frachter sowie das Rettungsschiff Zamalek, das mit Offizieren und Mannschaften der britischen Handelsmarine bemannt war, zum Konvoi. Die Zamalek hatte einen Militärarzt sowie eine hochwertige Funkausstattung an Bord, um einerseits die Besatzungen zuvor versenkter Schiffe bergen und andererseits den Funkverkehr deutscher U-Boote mitverfolgen zu können. Die Schiffe aus Halifax wurden von drei Geleitern bewacht, dem Zerstörer Leamington und den zwei kanadischen Korvetten Cowichan und Dunvegan.

## Geleitschutzgruppe B5
Für die Atlantiküberquerung erhielt SC 122 die britische Geleitgruppe B5 als Schutz zugeteilt. Die Gruppe war schon seit Ende 1940 im Nordatlantik eingesetzt und galt als Veteran der britischen Konvoigeleiter. Seit Frühjahr 1942 war sie an die USA ausgeliehen worden und war einige Zeit an der Ostküste und in der Karibik eingesetzt. Führungsschiff war der Zerstörer Havelock (Gruppenführerschiff der H-Klasse), Kapitän und Kommandant der Gruppe war Korvettenkapitän Richard C. Boyle. Weiterhin bestand die Gruppe aus dem V-Klassen-Zerstörer Volunteer, der neuen Fregatte Swale und den fünf Korvetten Godetia und Buttercup (bemannt mit Besatzungen der Royal Navy Section Belge) sowie Pimpernel, Lavender und Saxifrage. B5 hatte kurz zuvor den Geleitzug ON 168 von England nach Kanada geleitet und hatte danach in St. Johns gelegen.
Zum Abmarschzeitpunkt der Gruppe zu SC 122 lag die Volunteer allerdings gerade im Trockendock und sollte eigentlich einen Tag später auslaufen und den Konvoi einholen. Der Zerstörer wurde dann aber dem folgenden Geleitzug HX 229 zugeteilt. SC 122 erhielt stattdessen den amerikanischen Zerstörer Upshur und die Campobello, einen neuen, in Kanada gebauten U-Jagd-Trawler, der nach England überführt werden sollte. B5 verließ St. Johns am 11. März – die Upshur ging von Argentia aus in See. Das Auslaufen von B5 wurde vom deutschen B-Dienst durch entschlüsselte Funksprüche aufgeklärt.
Am 12. März erreichten sowohl der Konvoi SC 122 als auch die Geleitschutzgruppe B5 den „WOMP“, der östlich von Neufundland lag und als Treffpunkt für die Atlantikbegleiter bestimmt war. Hier wurde die Western Local Escort Force entlassen und Gruppe B5 übernahm den Konvoi.
Der nachfolgende Konvoi HX 229 folgte mit mittlerweile nur noch einem Tagesabstand.

## Lage der deutschen U-Boote
Gegen die stetige Geleitzugaktivität setzte die Kriegsmarine Anfang 1943 eine große Anzahl U-Boote im Atlantik ein. Die Boote operierten in Rudeltaktik und griffen die alliierten Geleitzüge zumeist in Gruppen an, die direkt vom Befehlshaber der U-Boote (B.d.U.) Karl Dönitz von Berlin aus benannt und befehligt wurden. Durch die Funkaufklärung des B-Dienstes der Kriegsmarine war Dönitz das Auslaufen eines Geleitzuges bekannt. Im Kriegstagebuch des Befehlshabers der U-Boote lautete die Eintragung am 12. März 1943:

„Auf Grund der eingegangenen BX-Meldungen entschließt sich die Führung zur Operation auf den dadurch erfassten HX.229.“

Deutsche U-Boote, die zu dem Zeitpunkt noch gegen die Konvois SC 121 und HX 228 im Einsatz standen und ausreichend Torpedos und Treibstoff an Bord hatten, wurden am 12. März abends nach Westen befohlen, um dort neue von Nord nach Süd verlaufende Suchketten zu bilden. Weiterhin sollten diese U-Boote durch frische, aus Deutschland und dem besetzten Frankreich zugeführte U-Boote verstärkt werden. Aus diesen Booten wurden zwei neue Gruppen Stürmer und Dränger mit insgesamt 28 U-Booten gebildet. Stürmer sollte bis zum 14. abends den Einsatzraum erreicht haben, Dränger sollte sich zur gleichen Zeit südlich davon postieren.
Eine weitere U-Boot Gruppe Raubgraf (13 U-Boote) befand sich bereits nordöstlich zwischen Neufundland und Grönland, um dort gegen in westliche Richtung laufende Geleitzüge zu operieren. Diese Gruppe stand also zwar näher zu SC 122, war allerdings den Alliierten durch Funkaufklärung bereits bekannt.
Später am 12. März setzte die alliierte Führung noch einen weiteren Funkspruch ab, der HX 229 eine geringfügige Kursänderung befahl. Auch dieser Funkspruch wurde vom deutschen B-Dienst umgehend entschlüsselt und die enthaltende Information zu Position, Kurs und Geschwindigkeit ausgewertet.

## Der Konvoi vom 12. bis zum 16. März
Am 12. März änderte „Convoy and Routing“ auch die Fahrtrichtung von SC 122 auf einen nordwärtigen Kurs. Bei dem ursprünglichen Kurs nahm die alliierte Führung an, der Konvoi würde von der bekannten U-Bootgruppe Raubgraf entdeckt werden, was aber vermutlich falsch war, da sich Raubgraf längst nicht so weit nach Südwesten erstreckte, wie von den Alliierten vermutet. Sie hatten sich vermutlich von Positionsmeldungen von U-Booten, die sich auf der Rückfahrt nach Frankreich befanden, täuschen lassen.
Am Nachmittag des 13. März erhielt der B.d.U. die Meldung von einem der Raubgraf-U-Boote über die Sichtung des Konvois ON 170 nach Westen. In dem sich entwickelten Gefecht versenkten die Deutschen neun Frachtschiffe dieses Konvois, gaben dadurch aber auch ihre wirkliche Position preis, und verloren anschließend die Fühlung zu ON 170. Damit wurde den Alliierten klar, dass sowohl SC 122 als auch HX 229 auf derzeitigem Kurs direkt das Gebiet der erkannten Raubgraf-Gruppe durchqueren würden. In der Folge wurde beiden Konvois noch am 13. März nochmals eine Kursänderung befohlen – diesmal nach Osten und somit auf direkterem Weg nach England. Die Funksprüche dieser Kursänderungen wurden wiederum vom deutschen B-Dienst abgefangen und konnten entschlüsselt werden. Die Deutschen hatten somit erneut ein klares Bild der Konvoirouten nach Osten. Als die Raubgraf-Gruppe beim erneuten Versuch, ON 170 zu finden, erfolglos blieb, bekam die Gruppe am Nachmittag des 14. März den Befehl, die Suche einzustellen und nach Südosten zu laufen, um dort einen neuen Aufklärungsstreifen in der vermuteten Laufrichtung von SC 122 und HX 229 zu bilden. Die Raubgraf-Gruppe formierte sich allerdings erst, als SC 122 das Seegebiet der Gruppe bereits passiert hatte.
Am 15. März hatte sich SC 122 auf dem östlichen Kurs eingerichtet. Ein schwerer Sturm kam auf, während dem in der Nacht vom 15. auf den 16. März der isländische Frachter Selfoss und die Campobello von SC 122 getrennt wurden. Die Selfoss setzte ihre Fahrt nach Island allein fort und traf am 22. März in Reykjavík ein. Die Campobello hingegen schlug Leck und Boyle war gezwungen, die Korvette Godetia zu Hilfe zu schicken. Da der Kommandant der Campobello das Schiff verloren gab, wurde die Besatzung geborgen und das Schiff anschließend durch eine Wasserbombe versenkt. Die Campobello war damit der erste Schiffsverlust von SC 122.
Am 16. März morgens ließ der Sturm nach und Boyle erbat als Ersatz für die Campobello und die zur Bergung der Besatzung zurückgebliebene Godetia den Zerstörer Babbitt und den Küstenschutzkutter Ingham aus Reykjavik zur Verstärkung der Konvoigeleiter. Der Bitte wurde entsprochen und beide Schiffe liefen am 16. abends aus. Im Verlauf der weiteren Ereignisse wurde die Babbitt aber später doch HX 229 zugeteilt.
Noch am gleichen Tag lösten sich auf Dönitz’ Befehl hin elf Boote der Stürmer-Gruppe aus dem Aufklärungsstreifen, um sich in Richtung der vermuteten Position von HX 229 in Marsch zu setzen. Ihr Kurs führte sie offenbar sehr nah an SC 122 vorbei. Durch Funkaufklärung war dies den Alliierten bekannt, daher wurde SC 122 am 16. abends gemeldet, dass der Konvoi vermutlich von U-Booten beschattet wurde, was allerdings zu diesem Zeitpunkt nicht zutraf. Stattdessen hatten die deutschen U-Boote am 16. März HX 229 gesichtet und hielten Kontakt.

## Die Angriffe am 17. März

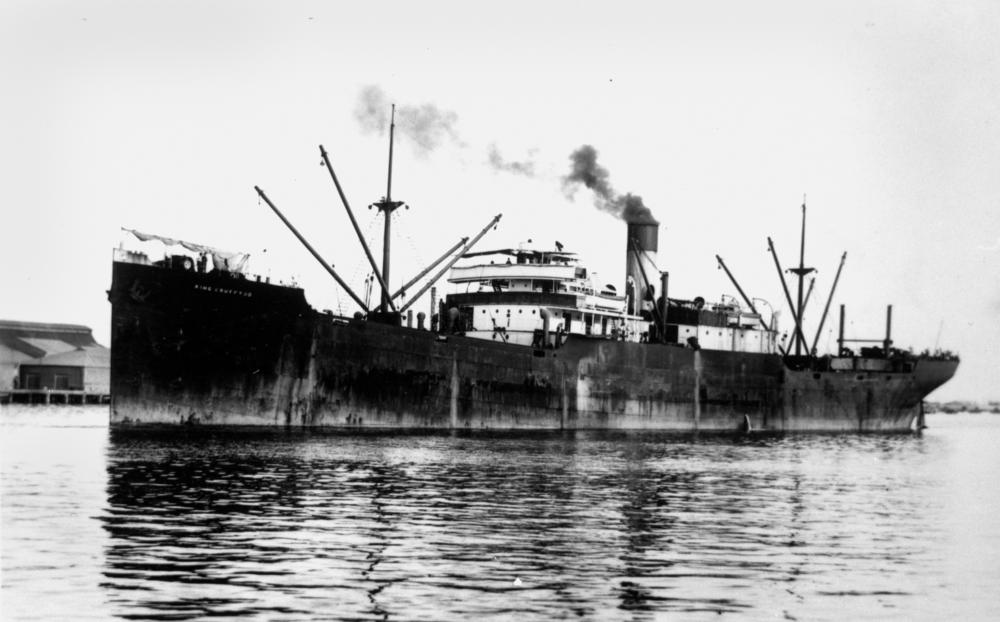
Dampfer King Gruffydd, am 17. März von U 338 torpediert

Am 17. März kurz nach Mitternacht sichtete U 338 (Kapitänleutnant Manfred Kinzel), eines der Boote der Stürmer-Gruppe, das sich auf seiner ersten Feindfahrt befand und eigentlich auf HX 229 zulaufen sollte, unerwartet SC 122. Der Geleitzug befand sich zu diesem Zeitpunkt 120 Seemeilen nordöstlich von HX 229 und hielt etwa Parallelkurs zu diesem. Kinzel befahl einen sofortigen Überwasserangriff, da er keine Geleitfahrzeuge sichtete. Vermutlich war er schlicht unentdeckt zwischen den Geleitfahrzeugen hindurchgefahren, die zu diesem Zeitpunkt durch den Verlust der Campobello und der Abwesenheit der Godetia reduziert waren und nur aus zwei Zerstörern, einer Fregatte und vier Korvetten bestanden.
Kinzel machte zwei 2er-Fächer Torpedos und kurz darauf auch noch seinen Hecktorpedo auf verschiedene Kolonnen des Konvois los und traf dabei, obwohl von der Bootsbesatzung nur zwei Explosionen gemeldet wurden, insgesamt vier Schiffe. Das britische Frachtschiff Kingsbury und das holländische Frachtschiff Alderamin wurden direkt getroffen. Ein Torpedo verfehlte die Kingsbury und traf mehr zufällig den hinter der Kingsbury fahrenden, alten britischen Dampfer King Gruffydd. Der Hecktorpedo traf schließlich die neue Fort Cedar Lake, die eigentlich in HX 229 hätte fahren sollen, dann aber SC 122 zugewiesen worden war. Das Rettungsschiff Zamalek nahm nacheinander die Überlebenden der Besatzungen der Kingsbury, der King Gruffydd und der Fort Cedar Lake an Bord. Auf allen drei Schiffen hatte es durch die Torpedierung und durch das Kentern von Rettungsbooten Verluste der Besatzungen gegeben.
Die Besatzung der Alderamin sollte von der Korvette Saxifrage gerettet werden, allerdings waren zwei ihrer Rettungsboote durch die Torpedoexplosion zerstört und ein weiteres kenterte beim Zu-Wasser-lassen in der schweren Dünung. Das letzte verbleibende Rettungsboot wurde vom ersten Ingenieur von dem sinkenden Frachter weggesteuert ohne weitere Besatzungsmitglieder, die nur mit Rettungsflößen in der Nähe trieben, aufzunehmen. Die Saxifrage konnte 37 Mann retten, 15 blieben verschollen und drei weitere starben kurz darauf an Erschöpfung. Wegen dieses Vorfalls kam es im Oktober 1943 gegen den Ersten Ingenieur zu einem Verfahren vor dem Außerordentlichen Seegericht in London, das aber schließlich eingestellt wurde.
Die Fort Cedar Lake wurde brennend zurückgelassen. U 439 sichtete das brennende Schiff am Morgen des 17. März, wurde dann aber von einer überraschend auftauchenden B-24 Liberator der 86. Squadron angegriffen, einer für extrem hohe Reichweiten ausgerüstete Maschine, die in Aldergrove zur Unterstützung der Konvois aus der Luft gestartet war. Das Boot konnte rechtzeitig tauchen. Die B-24 sichtete dann auch U 338 und flog einen weiteren Angriff auf dieses Boot. Auch dieser Angriff blieb erfolglos.
Insgesamt forderte die Torpedierung der vier Schiffe 40 Todesopfer auf britischer und holländischer Seite. Kinzel hatte 24.000 Bruttoregistertonnen Schiffraum versenkt. Der Konvoi bestand nun noch aus 44 Schiffen, die von sechs Geleitern geschützt wurden. Er wurde weiterhin von U 338 beschattet.
Auf deutscher Seite war man durch Kinzels Sichtmeldung überrascht, da man den durch die Funksprüche aufgeklärten Geleitzug HX 229 (richtigerweise) weiter westlich vermutet hatte. SC 122 war der deutschen Führung bis dahin unbekannt. Nach der Kontaktmeldung und dem Angriff durch U 338 ging man dann davon aus, dass Kinzel entweder auf einen weiteren Konvoi oder eine Gruppe von schnelleren Schiffen, die sich vom Hauptkonvoi abgespalten hatte, getroffen sein musste. Entsprechend änderte die deutsche Führung nun den Angriffsplan. Die sechs nördlich stehenden Stürmer-Boote erhielten den Befehl, diese vorgeschobene Gruppe (der tatsächliche Konvoi SC 122) anzugreifen, die sie bis zum Nachmittag gefunden haben sollten. Gelänge dies nicht, sollte als Ausweichziel der vermutete Hauptkonvoi (also HX 229) angegriffen werden. Alle anderen Stürmer- und Dränger-Boote sollten weiterhin ebenfalls den Hauptkonvoi (HX 229) angreifen. Durch die Beschattung durch Kinzels U 338 fand die deutsche Führung am Nachmittag schließlich heraus, dass die vordere Gruppe tatsächlich langsamer war als die Hauptgruppe und konnte die richtige Konvoizuordnung schließlich schlussfolgern. Im Kriegstagebuch des B.d.U. wurde trotzdem nur ein Geleitzug erwähnt, dieser erhielt die Nummer 19.
Am Morgen des 17. März hatten zwei weitere Boote, U 305 (Kapitänleutnant Rudolf Bahr – erste Feindfahrt) und U 666 (Oberleutnant zur See Herbert Engel – erste Feindfahrt) Kontakt mit SC 122. Durch den Angriff der B-24 morgens war U 338 zunächst abgedrängt worden. Da der Liberator aber bald der Treibstoff ausging und diese damit gezwungen war, zu ihrem Stützpunkt zurückzukehren, ohne dass sie durch ein anderes Flugzeug abgelöst wurde, kam Kinzel erneut heran und wagte um die Mittagszeit des 17. März einen weiteren Angriff mit vier Torpedos. Dabei wurde der aus Panama stammende Frachter Granville getroffen, während die anderen Torpedos Fehlschüsse waren, bzw. durch das Alarmschwenken des Konvois ins Leere liefen. Die Überlebenden der Besatzung der Granville wurden von der Korvette Lavender an Bord genommen, was in ruhiger See schnell ablief. Zwölf Mann der Besatzung blieben vermisst.
Von den Geleitern suchten nun die inzwischen zurückgekehrte Godetia und die Upshur nach dem U-Boot, stellten Asdic-Kontakt her und warfen insgesamt 37 Wasserbomben. U 338 und das in der Nähe befindliche U 666 wurden durch diese Angriffe abgedrängt. U 305 wurde bei Überwasserfahrt von einer weiteren Liberator der 190 Sqn. überrascht und ebenfalls zum Tauchen gezwungen. Allerdings konnte das Boot den Kontakt zu SC 122 halten.
Bei Einbruch der Nacht operierten die Boote der Stürmer- und Dränger-Gruppen in ungefähr gleich großen Gruppen auf HX 229 und SC 122. Gegen 20:00 Uhr sichtete der Ausguck der Korvette Pimpernel U 305, das in diesem Moment den Konvoi mit vier Torpedos angriff. Die britische Port Auckland und der Frachter Zouave wurden getroffen. Da die Zamalek von den Rettungseinsätzen der vergangenen Nacht noch nicht zurückgekehrt war, wurde erneut die Korvette Godetia zur Bergung der Besatzungen abgestellt. Insgesamt kamen 21 Mann der Besatzungen ums Leben, 140 Mann konnten gerettet werden. Der Angriff von U 305 blieb der einzige dieser Nacht, da U 439, das einzige weitere Boot, das noch Kontakt zum Geleitzug hielt, seine Position durch einen Funkspruch verriet und durch eine Suchfahrt der Havelock abgedrängt wurde.

## Der Konvoi vom 18. bis zum 19. März
Am 18. März morgens konnte U 305 nach seinem Angriff in der vorhergehenden Nacht SC 122 erneut ausmachen und die Sichtmeldung an den B.d.U. absetzen. Die Weitergabe der Sichtmeldung ermöglichte weiteren U-Booten auf die Position des Geleitzuges aufzuschließen. Anderseits hatte SC 122 den ganzen Tag über Unterstützung von B-24-Liberator-Flugzeugen mit hoher Reichweite, die zusammen mit den Geleitern den Konvoi wirksam schützten und durch mehrere Angriffe U-Boote abdrängen konnten. Am Abend des 18. März hatten insgesamt fünf Boote zu SC 122 Kontakt, kamen durch die wirksamen Abwehrmaßnahmen an diesem Tag aber nicht mehr zu einem Angriff.
Die Beschattung des Konvois hatte U 642 übernommen. Ab dem Abend des 18. März bis zum Eintreffen in England fuhren SC 122 und HX 229 Parallelkurse. HX 229 lief dabei nun nördlich von SC 122 und überholte diesen schließlich. Insgesamt 24 Boote waren gegen die beiden Geleitzüge im Einsatz. Für die Deutschen, die die Einsätze gegen die beiden Geleitzüge von Anfang an als ein Unternehmen betrachteten, war es nun nicht mehr möglich zu unterscheiden, gegen welchen Geleitzug das einzelne U-Boot gerade im Einsatz war.
Bei Anbruch der Dunkelheit hatten U 338 und U 642 Kontakt zu SC 122. Etwa gegen Mitternacht kam auch U 666 wieder hinzu. Gegen 23:17 Uhr unternahm Engel einen Angriff mit vier Fernschüssen aus den Bug- und einem Torpedo aus dem Heckrohr auf SC 122. Kein Schiff wurde getroffen und der Angriff wurde von dem Konvoi auch nicht bemerkt. U 666 blieb dadurch ebenfalls unentdeckt und konnte daher in Ruhe nachladen und sich für einen weiteren Angriff bereit machen. Um 4:48 Uhr machte Engel erneut drei Torpedos auf den Geleitzug los. Diesmal traf er den griechischen Frachter Carras. Die gesamte Besatzung von 34 Mann konnte von dem Rettungsschiff Zamalek gerettet werden. Die Carras sank allerdings nicht und ein Kommando der Korvette Buttercup ging nochmal an Bord, um die Codebücher zu vernichten. Anschließend feuerte die Buttercup noch einige Schuss auf den Frachter und warf eine Wasserbombe in der Annahme, dies würde das Schiff endgültig sinken lassen. Die Buttercup verließ das Schiff allerdings, ohne das Sinken abzuwarten. Zwölf Stunden später sichtete U 333 das treibende Wrack und versenkte es mit einem weiteren Torpedo. Kurz nach dem Morgengrauen des 19. März erreichte der US-Küstenwachkutter Ingham, der von Island aus gestartet war, den Geleitzug  und verstärkte somit die Geleitfahrzeuge. Die Ingham wurde dann eingesetzt, als die Mathew Luckenbach, ein schneller amerikanischer Frachter, der HX 229 verlassen hatte und mit seiner hohen Geschwindigkeit versuchte, allein nach England zu kommen, in Sichtweite von SC 122 durch U 527 torpediert wurde. Die Ingham barg die Besatzung unter Bedeckung durch die Upshur. Das aufgegebene Wrack wurde kurze Zeit später von U 523 mittels Fangschuss versenkt.
Am 19. März hatte sich SC 122 schon soweit der englischen Küste angenähert, dass sieben Staffeln des RAF Coastal Command permanent Flugzeuge zum Schutz des Konvois aussenden konnte. Dabei griff am Vormittag dieses Tages eine B-17 U 666 an und beschädigte das U-Boot so schwer, dass es vom Konvoi abgezogen werden musste. Ein Sunderland-Flugboot der 228. Squadron griff das in der Nähe von SC 122 liegende Boot U 608 an und eine weitere Sunderland der 423. (kanadischen) Squadron griff U 338 an, welches ebenfalls beschädigt wurde.
Ebenfalls am 19. März versenkte U 663 (Heinrich Schmid – 2. Feindfahrt) die Clarissa Radcliffe, den Nachzügler aus SC 122, der während des Sturms am 7. März von SC 122 getrennt worden war. Die gesamte Besatzung von 53 Mann wurde beim Untergang des Schiffes getötet.
Da auch in der Nacht gute Sicht herrschte, wurde SC 122 auch bei Einbruch der Nacht vom 19. auf den 20. März von einer B-24 Liberator geschützt. Das Flugzeug flog mehrere Angriffe gegen aufgetauchte Boote, konnte aber keinen Erfolg erzielen. In dieser Nacht hielt U 642 Fühlung mit dem Geleitzug, es fanden allerdings keine weiteren Angriffe statt.

## Ende der Geleitzugfahrt
Auch am 20. März morgens waren wieder Flugzeuge des Coastal Command über SC 122 im Einsatz. Nun hatte auch U 642 den Kontakt verloren und der Einsatz der deutschen U-Boote gegen SC 122 war beendet. SC 122 setzte die Reise über die 450 verbleibenden Seemeilen fort und sichtete am 22. März den Leuchtturm von Inishtrahull Island. Die Atlantikgeleiter wurden entlassen und liefen die ihnen zugeteilten Stützpunkte an. Die Handelsschiffe nahmen ebenfalls Kurs auf ihre Häfen oder wurden zu Küstenkonvois zusammengestellt, um weiter entfernte Häfen anzulaufen. Innerhalb eines solchen Küstenkonvois ging noch ein weiteres Schiff von SC 122 verloren. Es war der schwedische Frachter Atland, der vor der schottischen Küste den ehemals italienischen Frachter Carso gerammt hatte und mit seiner schweren Ladung von Eisenerz sofort sank. Auch einige Besatzungsmitglieder wurden dabei getötet. Kapitän White erreichte mit der Glenapp am 24. März Liverpool, womit seine Befehlsgewalt über die Frachtschiffe von SC 122 nach 18 Tagen, 10 Stunden und 10 Minuten seit dem Lichten der Anker in New York endete.

## Zusammenfassung
SC 122 hatte während seiner Atlantiküberquerung neun Schiffe mit 53.094 BRT verloren, die U-Boote benötigten für diese Erfolge 30 Torpedos. Zusammen mit HX 229 verloren die Alliierten 22 Schiffe mit 146.600 BRT. In ihrer Siegesmeldung erklärten die Deutschen allerdings, sie hätten 32 Handelsschiffe mit 186.000 BRT versenkt, sowie einen Zerstörer. In einer deutschen Rundfunksendung hieß es daher, bei dem Erfolg gegen die alliierten Geleitzüge in diesen Tagen habe es sich um die größte Geleitzugschlacht der Geschichte gehandelt. Diese Darstellung ist bis heute auch gebräuchlich.